# Брунеј на Светском првенству у атлетици у дворани 2012.
Брунеј је учествовао на Светском првенству у атлетици у дворани 2012. одржаном у Истанбулу од 9. до 11. марта трећи пут. Репрезентацију Брунеја представљало је двоје такмичара (1 мушкарац и 1 жена), који су се такмичили у трци на 400 метара.
Брунеј није освојио ниједну медаљу али су његови такмичари оборили националне рекорде.

## Учесници
| Мушкарци: - Ак Хатифи Таџудин Росити — 400 м | Жене: - Maziah Mahusin — 400 м |  |

## Резултати

### Мушкарци
| Атлетичар                | Дисциплина | Лични рекорд | Квалификација | Квалификација | Полуфинале           | Полуфинале           | Финале               | Финале       | Детаљи |
| Атлетичар                | Дисциплина | Лични рекорд | Резултат      | Место         | Резултат             | Место                | Резултат             | Место        | Детаљи |
| ------------------------ | ---------- | ------------ | ------------- | ------------- | -------------------- | -------------------- | -------------------- | ------------ | ------ |
| Ак Хатифи Таџудин Росити | 400 м      |              | 51,02 НР      | 5. у гр. 5    | Није се квалификовао | Није се квалификовао | Није се квалификовао | 26 / 31 (32) |        |

### Жене
| Атлетичарка    | Дисциплина | Лични рекорд | Квалификација | Квалификација | Полуфинале            | Полуфинале            | Финале                | Финале       | Детаљи |
| Атлетичарка    | Дисциплина | Лични рекорд | Резултат      | Место         | Резултат              | Место                 | Резултат              | Место        | Детаљи |
| -------------- | ---------- | ------------ | ------------- | ------------- | --------------------- | --------------------- | --------------------- | ------------ | ------ |
| Maziah Mahusin | 400 м      |              | 1:03,69 НР    | 6. у гр. 6    | Није се квалификовала | Није се квалификовала | Није се квалификовала | 29 / 30 (32) |        |